# Udhampur
Udhampur è una suddivisione dell'India, classificata come town committee, di 59.236 abitanti, capoluogo del distretto di Udhampur, nel territorio del Jammu e Kashmir. In base al numero di abitanti la città rientra nella classe II (da 50.000 a 99.999 persone).

## Geografia fisica
La città è situata a 32° 55' 60 N e 75° 7' 60 E e ha un'altitudine di 755 m s.l.m..

## Società

### Evoluzione demografica
Al censimento del 2001 la popolazione di Udhampur assommava a 59.236 persone, delle quali 38.506 maschi e 20.730 femmine. I bambini di età inferiore o uguale ai sei anni assommavano a 5.827, dei quali 3.161 maschi e 2.666 femmine. Infine, coloro che erano in grado di saper almeno leggere e scrivere erano 49.776, dei quali 34.189 maschi e 15.587 femmine.